# Ndiss Kaba Badji
Pour les articles homonymes, voir Badji.
Ndiss Kaba Badji (né le 21 septembre 1983) est un athlète sénégalais, spécialiste du saut en longueur. Il mesure 1,92 m pour 79 kg.

## Biographie
En 2006, il a été contrôlé positif à l'androstenedione (Stéroïde anabolisant) et a été suspendu pendant 2 ans par la Fédération internationale d'athlétisme. 
Champion d'Afrique 2008 au triple saut, il a participé aux Jeux olympiques d'été de 2008 à Pékin, terminant sixième à la longueur. Par la suite il s'est exclusivement consacré à la longueur.
En 2015 il a obtenu l'or aux Jeux africains, après la disqualification de Samson Idiata pour dopage.

## Palmarès
| Date | Compétition                    | Lieu        | Résultat | Épreuve     | Marque  |
| ---- | ------------------------------ | ----------- | -------- | ----------- | ------- |
| 2001 | Championnats d'Afrique juniors | Réduit      | 2e       | Triple saut | 15,09 m |
| 2002 | Championnats du monde juniors  | Kingston    | 9e       | Triple saut | 15,29 m |
| 2002 | Championnats d'Afrique         | Radès       | 5e       | Longueur    | 7,90 m  |
| 2003 | Jeux africains                 | Abuja       | 4e       | Triple saut | 16,18 m |
| 2003 | Jeux africains                 | Abuja       | 2e       | Longueur    | 7,92 m  |
| 2004 | Championnats d'Afrique         | Brazzaville | 2e       | Longueur    | 7,86 m  |
| 2007 | Championnats du monde          | Osaka       | 7e       | Longueur    | 8,01 m  |
| 2007 | Jeux africains                 | Alger       | 5e       | Longueur    | 7,84 m  |
| 2007 | Jeux africains                 | Alger       | 1er      | Triple saut | 16,80 m |
| 2008 | Championnats d'Afrique         | Addis-Abeba | 1er      | Triple saut | 17,07 m |
| 2008 | Jeux olympiques                | Pékin       | 5e       | Longueur    | 8,16 m  |
| 2009 | Universiade                    | Belgrade    | 2e       | Longueur    | 8,19 m  |
| 2009 | Jeux de la Francophonie        | Beyrouth    | 2e       | Longueur    | 8,32 m  |
| 2010 | Championnats du monde en salle | Doha        | 6e       | Longueur    | 7,86 m  |
| 2010 | Championnats d'Afrique         | Nairobi     | 2e       | Longueur    | 8,10 m  |
| 2011 | Jeux africains                 | Maputo      | 3e       | Longueur    | 7,83 m  |
| 2012 | Championnats du monde en salle | Istanbul    | 5e       | Longueur    | 7,97 m  |
| 2012 | Championnats d'Afrique         | Porto-Novo  | 1er      | Longueur    | 8,04 m  |
| 2014 | Championnats d'Afrique         | Marrakech   | 8e       | Longueur    | 7,61 m  |
| 2015 | Jeux africains                 | Brazzaville | 1er      | Longueur    | 7,74 m  |

## Records
| Épreuve          | Épreuve      | Performance  | Lieu        | Date            |
| ---------------- | ------------ | ------------ | ----------- | --------------- |
| Saut en longueur | En plein air | 8,32 m       | Beyrouth    | 2 octobre 2009  |
| Saut en longueur | En salle     | 8,01 m       | Paris       | 27 février 2010 |
| Triple saut      | En plein air | 17,07 m (NR) | Addis-Abeba | 3 mai 2008      |